# Emmelia sexpunctata
Emmelia sexpunctata is een vlinder uit de familie van de uilen (Noctuidae). De wetenschappelijke naam van deze soort is voor het eerst voorgesteld als Pyralis 6 punctata door Johann Christian Fabricius in een publicatie uit 1794.

## Verspreiding
De soort komt voor in India en Sri Lanka

## Waardplanten
De rups leeft op Sida rhombifolia (Malvaceae) en Triumfetta rhomboidea (Tiliaceae).